# Steve Maslow
Steve Maslow (17 de outubro de 1944) é um sonoplasta estadunidense. Venceu o Oscar de melhor mixagem de som em três ocasiões: por Star Wars: The Empire Strikes Back, Raiders of the Lost Ark e Speed.